# 宮城県道111号佐倉北郷線
宮城県道111号佐倉北郷線（みやぎけんどう111ごう さくらきたごうせん）は、宮城県角田市の国道113号と国道349号線を結ぶ一般県道である。

## 路線概要
- 起点：宮城県角田市佐倉[1]（交差点＝国道349号交点）
- 終点：宮城県角田市横倉（交差点＝国道113号交点）
- 延長：2,964 m

## 通過する自治体
- 宮城県
  - 角田市

## 接続する道路
- 国道113号
- 国道349号